# Cicno (figlio di Apollo)
Cicno era un bellissimo e crudele giovane, figlio di Apollo e Tiria o Irie.
A causa del suo carattere, tutti i suoi pretendenti lo abbandonarono, tranne Filio, al quale Cicno chiese di eseguire delle prove per dimostrare il suo attaccamento.
Superate le prime due prove, per la terza Filio chiese l'aiuto di Eracle, che gli consigliò di ribellarsi alle angherie di Cicno.
Filio allora si rifiutò di consegnare a Cicno il dono promesso e questi per la delusione si gettò in un lago, seguito dalla madre. Apollo allora lo trasformò in un cigno.
Il mito e la fonte principale della storia è narrata da Ovidio nelle Metamorfosi:
quae subitus celebravit olor: nam Phyllius illic

imperio pueri volucresque ferumque leonem

tradiderat domitos; taurum quoque vincere issus,

vicerat, et spreto totiens iratus amore,

praemia poscenti taurum suprema negabat;

ille indignatus "Cupies dare" dixit et alto

desiluit saxo. Cuncti cecidisse putabant:

factus olot niveis pendebat in aëre pennis.

At genetrix Hyrie, servari nescia, flendo

delicuit stagnumque suo de nomine feci.»
E Cicno impermalito disse "Rimpiangerai di non avermelo dato" e saltò giù da un'alta rupe. Tutti credevano che fosse caduto: divenuto cigno, stava sospeso in aria su ali color di neve. Ma Irie, la madre, non sapendo che si fosse salvato, a furia di piangere si strusse, e fece un lago che porta il suo nome.»
(Ovidio, Le metamorfosi (VII, 371-381))

### Fonti antiche
- Antonino Liberale, Transformationes 12
- Publio Ovidio Nasone, Metamorphoses VII, 371-383